# پیتر وود
پیتر وود (انگلیسی: Peter Wood؛ ۹ آوریل ۱۹۵۰ – ۱۹۹۳) موسیقی‌دان اهل انگلستان بود. وی بین سال‌های ۱۹۷۶ تا ۱۹۹۳ میلادی فعالیت می‌کرد.